# Orgasmatron
Orgasmatron je sedmé studiové album anglické heavymetalové skupiny Motörhead. Vydalo jej dne 9. srpna 1986 hudební vydavatelství GWR Records a jeho producenty byli Bill Laswell a Jason Corsaro. Autorem obalu alba je Joe Petagno. Jde o jediné řadové album kapely, na němž se podílel bubeník Pete Gill; zároveň jde o první řadové album, na němž se podíleli kytaristé Phil „Wizzö“ Campbell a Michael „Würzel“ Burston (ze sestavy, která nahrála předchozí album Another Perfect Day tedy zůstal jen frontman Ian „Lemmy“ Kilmister).

## Seznam skladeb
| Pořadí | Název                  | Délka |
| ------ | ---------------------- | ----- |
| 1.     | Deaf Forever           | 4:25  |
| 2.     | Nothing Up My Sleeve   | 3:11  |
| 3.     | Ain't My Crime         | 3:42  |
| 4.     | Claw                   | 3:31  |
| 5.     | Mean Machine           | 2:57  |
| 6.     | Built for Speed        | 4:56  |
| 7.     | Ridin' with the Driver | 3:47  |
| 8.     | Doctor Rock            | 3:37  |
| 9.     | Orgasmatron            | 5:27  |

## Obsazení
- Ian „Lemmy“ Kilmister – zpěv, baskytara
- Phil „Wizzö“ Campbell – kytara
- Michael „Würzel“ Burston – kytara
- Pete Gill – bicí